# Forever for Now
Forever For Now es el sexto álbum de estudio de la banda de rock canadiense April Wine y fue publicado en 1977. Este álbum incluye mucha variedad de géneros como el country, el blues, la música latina, la caribeña y el pop.
La canción "You Won't Dance With Me" fue un éxito inesperado, y de esta manera el disco tuvo un certificado de platino en Canadá.

## Listado de canciones
Todas las canciones fueron escritas por Myles Goodwyn, excepto donde se indica lo contrario.
1. "Forever for Now" – 3:04
2. "Child's Garden" – 4:37
3. "Lovin' You" – 3:33
4. "Holly Would" – 3:44
5. "You Won't Dance with Me" – 5:10
6. "Come Away" (George Bowser y Peter Jupp) – 3:52
7. "Mama Laye" – 4:15
8. "I'd Rather be Strong" – 4:41
9. "Hard Times" (Jimmy Dean y Myles Goodwyn) – 2:39
10. "Marjorie" – 3:44

## Miembros
- Myles Goodwyn – guitarra, voz
- Gary Moffet – guitarra
- Jerry Mercer – batería
- Steve Lang – bajo